# 鬼澤陽子
鬼澤　陽子（おにざわ ようこ、1977年6月 - ）は、日本の教育学者である。現在群馬大学教育学部講師。専門は体育科教育学。

## 来歴・人物
- 1977年6月 出生。
- 2000年3月 筑波大学体育専門学群卒業
- 2003年3月 筑波大学大学院体育研究科体育科教育学修士課程修了
- 2008年3月 筑波大学大学院体育研究科体育科教育学博士課程修了
- 2008年4月 - 2010年3月 日本女子体育大学体育学部スポーツ科学研究科講師
- 2010年4月 - 群馬大学教育学部保健体育専攻講師

趣味はバスケットボール。

## 専門分野
体育科教育学
- 学校体育における状況判断能力向上の可能性の検討

(評価、状況判断、知識、体育の授業研究)

## 著書・論文

### 著書
- 『体育授業を観察評価する―授業改善のためのオーセンティック・アセスメント―、戦術の理解度テストの作成方法』（共著）（明和出版、2003年）

### 論文
- 『バスケットボールの攻撃の映像を用いた戦術的状況判断テスト作成の試み』　（体育科教育学研究、学術雑誌、2003年)
- 『フラッグフットボールの授業におけるサポート学習の有効性についての検討』（共著） （筑波大学体育科学系紀要 2004年)
- 『アメリカのボールゲーム指導にみる戦術学習モデルの検討』（共著）   （体育授業研究、学術雑誌、2003年)
- 『The possibility of using the tactical approach and the GPAI-in 6th grade soccer classes-'jointly worked』（Seoul International Sport Science Congress Proceedings、2003年）
- 『学校体育のボールゲームにおける戦術学習のための評価法の開発―バスケットボールの攻撃映像を用いた認知テスト作成の試み―』　（スポーツ教育学会第22回大会、2002年）
- 『ボールゲームにおける戦術的状況判断能力評価法の検討』　（日本体育学会第55回大会、2004年）
- 『バスケットボールのシュートに関する戦術の学習可能性の検討』　（日本スポーツ教育学会第25回記念国際大会、2005年）
- 『Teaching and Learning decision making for Offensive Tactics in Basketball in 6th Grade-Through Analysis of the Change in Game Performance-』（6th German-Japanese Symposium of Sport Science、2005年）
- 『体育授業におけるフラッグフットボール教材の有効性に関する研究』（共著） （スポーツ教育学会第22回大会、2002年）
- 『フラッグフットボールの授業におけるサポート学習の有効性についての検討』（共著）（ スポーツ教育学会第23回大会、2003年）
- 『作戦の実行能力を高めるためのフラッグフットボールの学習指導についての検討』（共著） （日本体育学会第55回大会、2003年）
- 『侵入型ゲーム間におけるサポートの転移可能性についての検討』（共著）  （日本スポーツ教育学会第24回大会、2004年）
- 『フラッグフットボールにおけるサポート能力を高めるための教材づくりについての検討-特に、ゲームの人数の違いによるサポートの定着度に着目して-』(共著) （日本体育学会第56回大会、2005年）
- 『映像が戦術学習の効果に及ぼす影響-大学生のサッカーの授業を例に-』(共著)  （日本体育学会第56回大会、2005年）
- 『体育の学習過程における学習者の素朴概念の検討-バレーボールにおけるオーバーハンドパスの技術習得に着目して-』(共著)  （日本体育学会第56回大会、2005年）
- 『日本で一番受けたい体育の授業連載18　課題にもとづく体育授業づくりの実習』（体育科教育、2004年）

## 所属学会
- 日本体育学会
- 日本体育科教育学会
- 日本スポーツ教育学会